# オフロードコース岩洞
オフロードコース岩洞（オフロードコースがんどう）は、岩手県盛岡市にあるオフロードサーキットである。

## 概要
オープン当初から岩手県内におけるモータースポーツの重要拠点として活躍してきた。当初、かつてあったJFWDA（(日本四輪駆動車協会）の公認レース会場として認定され、東北チャンピオンシップレースシリーズの開催地となっていた。現在では毎年行われるJOR（ジャパンオフロードレース）シリーズの開催地になっている。同コースでは、テクニカルオート主催ダートチャレンジや岩手トヨタ主催ランドクルーザーフェスin岩洞の開催、1989年から岩洞湖4WDオフロードレースのレース会場として利用されており、会場では企業ブースコーナー、同乗体験走行会、大抽選会、ちびっこくじ引き大会などのイベントも開かれ、賑わいを見せる。周辺には岩洞湖の家族旅行村やレストハウスが有り、家族で観戦する人も増えている。

## コース解説
山間部を開発し、狭い敷地を最大限に利用した高低差があるテクニカルなコースであり、特徴としてジャンプポイントが3ヵ所、起伏ポイントが1ヵ所存在する。ダートコース故に各周回によりコース状態が変化するため、走行にはマシンの耐久性はもとより、ドライバーには高い集中力とテクニックが要求される。ホームストレート以外はおおよそ連続したコーナーが続き、トップスピードに差が生じ難く混戦状態になりやすいため、ドライバーには絶えず追い抜きのチャンスが生まれる。最終コーナー立ち上がりからの加速が差に繋がることも多いが、天候の状態により路面が荒れやすい箇所でもあり、90度コーナーで立ち上がりが難しいため、ライン取りやアクセルワークが特に重要になる。

## コースレコード

### 参考記録
| カテゴリー | 記録      | ドライバー | メーカー・車種      | 樹立日/収録コンテンツ                   | 備考             |
| ---------- | --------- | ---------- | ------------------- | --------------------------------------- | ---------------- |
| Pクラス    | 1分06秒96 | 塙郁夫     | HILUX-Revo/トヨタ   | 2016年8月28日 岩洞湖4WDオフロードレース | セミウェット路面 |
| Pクラス    | 1分05秒20 | 新堀忠光   | RZR XP 1000/Polaris | 2016年8月28日 岩洞湖4WDオフロードレース | セミウェット路面 |

## 利用方法・ライセンス
詳細については岩洞湖4WDオフロードレース by MITSUKI OFF ROAD RACING オフィシャルホームページ内にて。

## 設備
- ピットエリア
- 観客スタンド

## 交通アクセス
ここではオフロードコース岩洞へのアクセス方法を記す。
- 乗用車等で、盛岡ICまたは盛岡駅より国道455号経由が現在最も近い。